# Northern Ghost
Northern Ghost is een metalcoreband afkomstig uit Cleveland, Ohio. De band werd opgericht in oktober 2016.. Nadat de band een contract ondertekend had bij Tragic Hero Records, brachten ze op 6 juli 2017 hun debuutalbum Happy: Sad: Depressed: Suicidal uit. Diezelfde zomer toerde de band vervolgens ter promotie door de Verenigde Staten naast bands als The Death Rabbitts en I Set My Friends on Fire.

## Bezetting[3]
- Tony McVaney - vocalen
- Alan Bryan - gitaar
- Nolan O'Renic - gitaar
- Kenny Pohorence - bas
- Michael Mazzoli - drums

## Discografie
Studioalbums
- 2017 - Happy: Sad: Depressed: Suicidal[4]

- MusicBrainz: eac53bad-7d12-4c7d-86ac-46f560fcf92b